# 長絲熱帶錫鯰
長絲熱帶錫鯰，為輻鰭魚綱鯰形目北非鯰科的其中一種，分布於非洲Chiuta湖及Chilwa湖流域，體長可達10.2公分，棲息在底層水域，屬肉食性，生活習性不明。

## 擴展閱讀
維基物種上的相關：長絲熱帶錫鯰